# Crotaphopeltis
Crotaphopeltis är ett släkte av ormar. Crotaphopeltis ingår i familjen snokar.
Släktets arter är med en längd mellan 0,75 och 1,5 meter medelstora ormar. De lever i centrala och södra Afrika. Individerna vistas i träskmarker och i andra fuktiga habitat. De jagar främst grodor och paddor. Dessa ormars giftiga bett anses inte vara farlig för människor. Honor lägger ägg. Arterna har ett avplattat huvud och stora ögon med lodräta pupiller. Deras fjäll på kroppen är mjuka. De är främst nattaktiva.
Arter enligt Catalogue of Life och The Reptile Database:
- Crotaphopeltis barotseensis
- Crotaphopeltis braestrupi
- Crotaphopeltis degeni
- Crotaphopeltis hippocrepis
- Crotaphopeltis hotamboeia
- Crotaphopeltis tornieri